# Posthumous Success
Posthumous Success es un álbum de 2009 de Tom Brosseau.

## Información del álbum
La portada del álbum, una foto de Autumn de Wilde, muestra a Tom Brosseau, Sara Watkins y al propietario de Largo, Mark Flanagan, parados detrás del escenario en un pasillo con espejos. El diseño y el diseño fueron creados por DLT, colaborador de Brosseau desde hace mucho tiempo.
Blurb de FatCat Records opinó: Elogió «tercer álbum de Tom Brosseau para FatCat marca un gran cambio estilístico que se aleja de los arreglos acústicos sobrios de sus lanzamientos anteriores».

## Listado de pistas
1. «My Favorite Color Blue»
2. «Been True»
3. «Big Time»
4. "Boothill»
5. «You Don't Know My Friends»
6. «Love To New Heights»
7. «Youth Decay»
8. «Give Me A Drumroll»
9. "Miss Lucy»
10. «Axe & Stump
11. «Chandler, AZ»
12. «Wishbone Medallion»
13. «My Favorite Color Blue»

## Personal
- Tom Brosseau: Voz, guitarra acústica y eléctrica
- Adam Pierce: batería en las pistas 2, 3, 5 y 10
- Rob Laakso: guitarra eléctrica en las pistas 2, 3, 5
- Gary Jimmerson: batería en las pistas 6, 8, 12 y 13
- Ethan Rose: sintetizadores en las pistas 6, 8, 9, 12 y 13; Banjo en la pista 4
- Adam Porterfield: Bucles en la pista 6
- Shelley Short: coros en las pistas 4 y 12
- Jayme Layne: Voces en la pista 3
- Jeremy Backofen: ingeniero de audio, voces adicionales
- Rob King: Fender Rodas